# Consulat général de Madagascar à Marseille
Le consulat général de Madagascar à Marseille est une représentation consulaire de la République de Madagascar en France. Il est situé boulevard Périer, à Marseille, en Provence-Alpes-Côte d'Azur.